# Автобан A31 (Німеччина)
Федеральний автобан A31 (A31, нім. Bundesautobahn 31)  — німецький автобан, який з'єднує узбережжя Північного моря поблизу Емдена з Рурським регіоном. Він також відомий як Емсландський автобан або автобан Східної Фризії.
Був завершений у грудні 2004 року. Будівництво частково стало можливим завдяки унікальному методу фінансування: окремі особи, компанії, міста, округи та Нідерланди пожертвували гроші для прискорення проекту.

## Маршрут

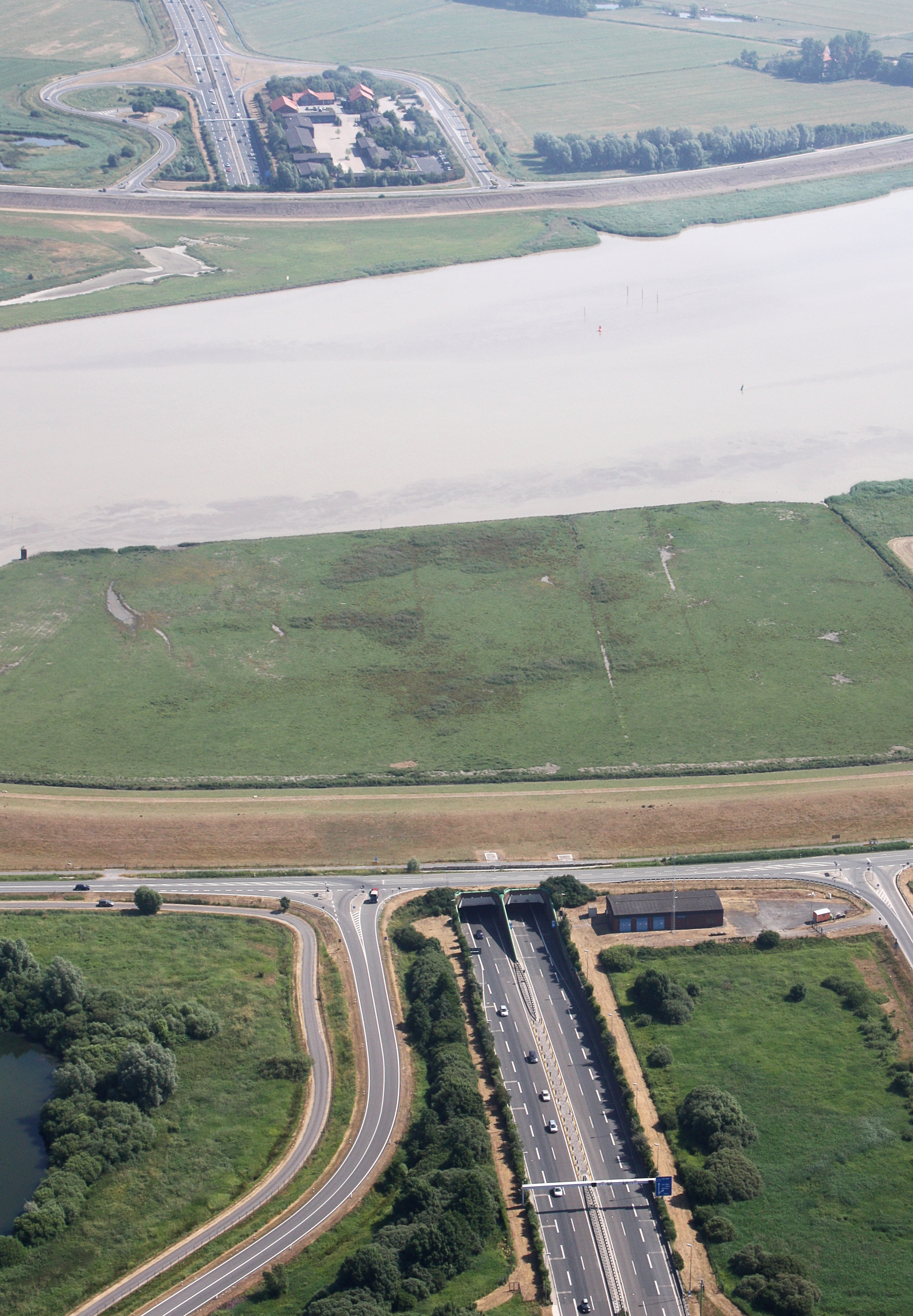
A31 проходить через Емський тунель.

На південь від початку автобану в Емдені розв'язка A28 спочатку з'єднується з A28, а потім автомобільною розв'язкою Bunde через коротку A280 з голландським автобаном A7. Між двома трикутниками A31 утворює ділянку E22 у мережі європейських доріг і перетинає Емс у Емському тунелі.
A31 залишає Східну Фризію і перетинає Емсланд біля голландського кордону. На перехресті Меппен він перетинає E233 на маршруті федеральної траси 402, схожої на автобан, яка вливається в голландську A37 у західному напрямку. Далі на південь, приблизно посередині, A31 з’єднує свою єдину розв’язку, Шютторф, з A30. Приблизно через десять кілометрів A31 перетинає кордон із Північним Рейном-Вестфалією та проходить через західний Мюнстерланд. Ще два розв’язки у формі листка конюшини з’єднуються з дорогою, що нагадує шосе AS Гронау/Охтруп — федеральна траса 54, а AS Боркен — федеральна траса 67.